# کامپونگ‌تراس
کامپونگ‌تراس (به خمر: ស្រុកកំពង់ត្រាច) شهرستانی در کشور کامبوج است که جزو استان کامپوت محسوب می‌شود و جمعیت آن براساس سرشماری سال ۱۹۹۸ میلادی ۹٫۲۱۴ نفر بوده که در سال ۲۰۰۵ میلادی به ۱۰٫۵۰۸ نفر افزایش یافته‌است.